# 买撒里丝鸟属
买撒里丝鸟（学名：Messelirrisor），是一种已灭绝的犀鸟目鸟类、生活于始新世中期（约4700万年前），它们的化石发现于欧洲中部，模式种是祖买撒里丝鸟（Messelirrisor grandis）。

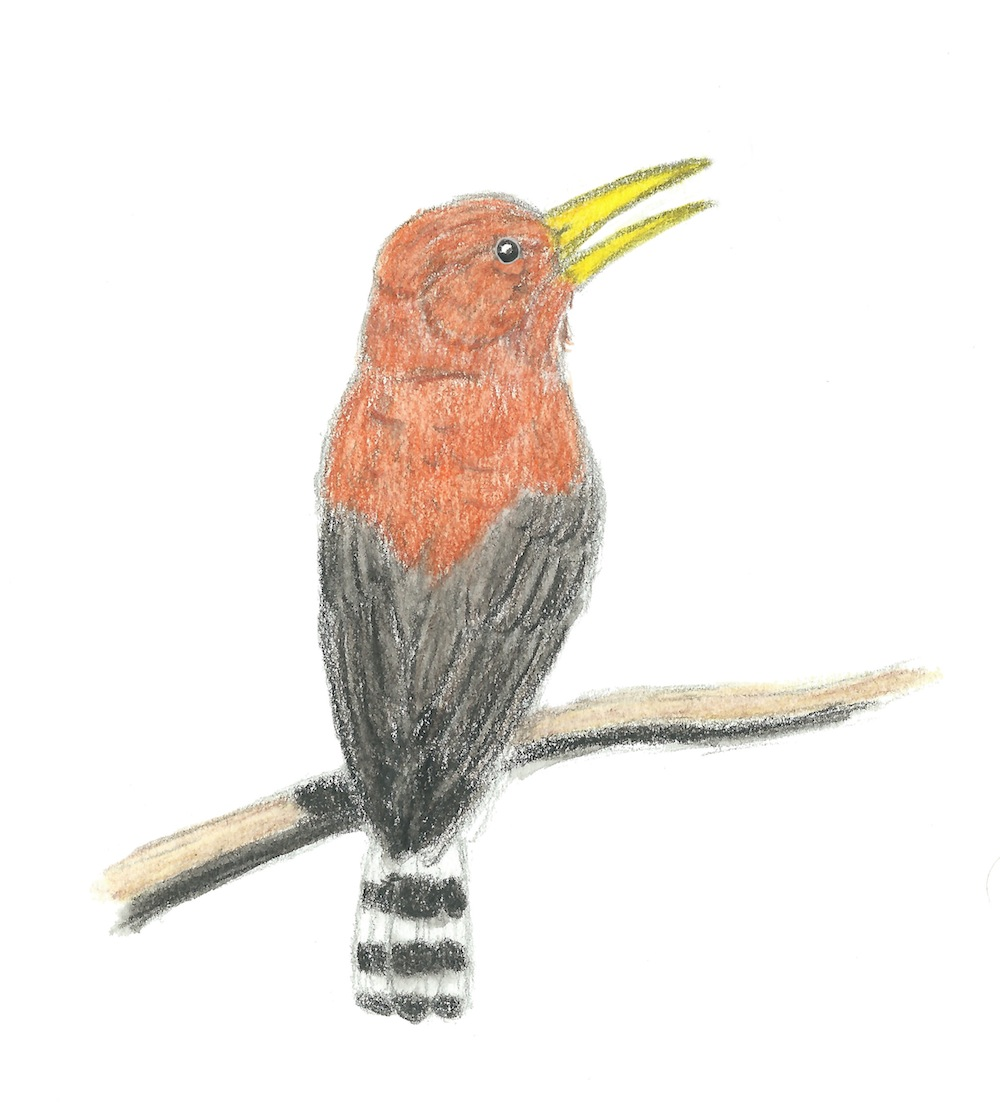
復原圖